# Peugeot iOn

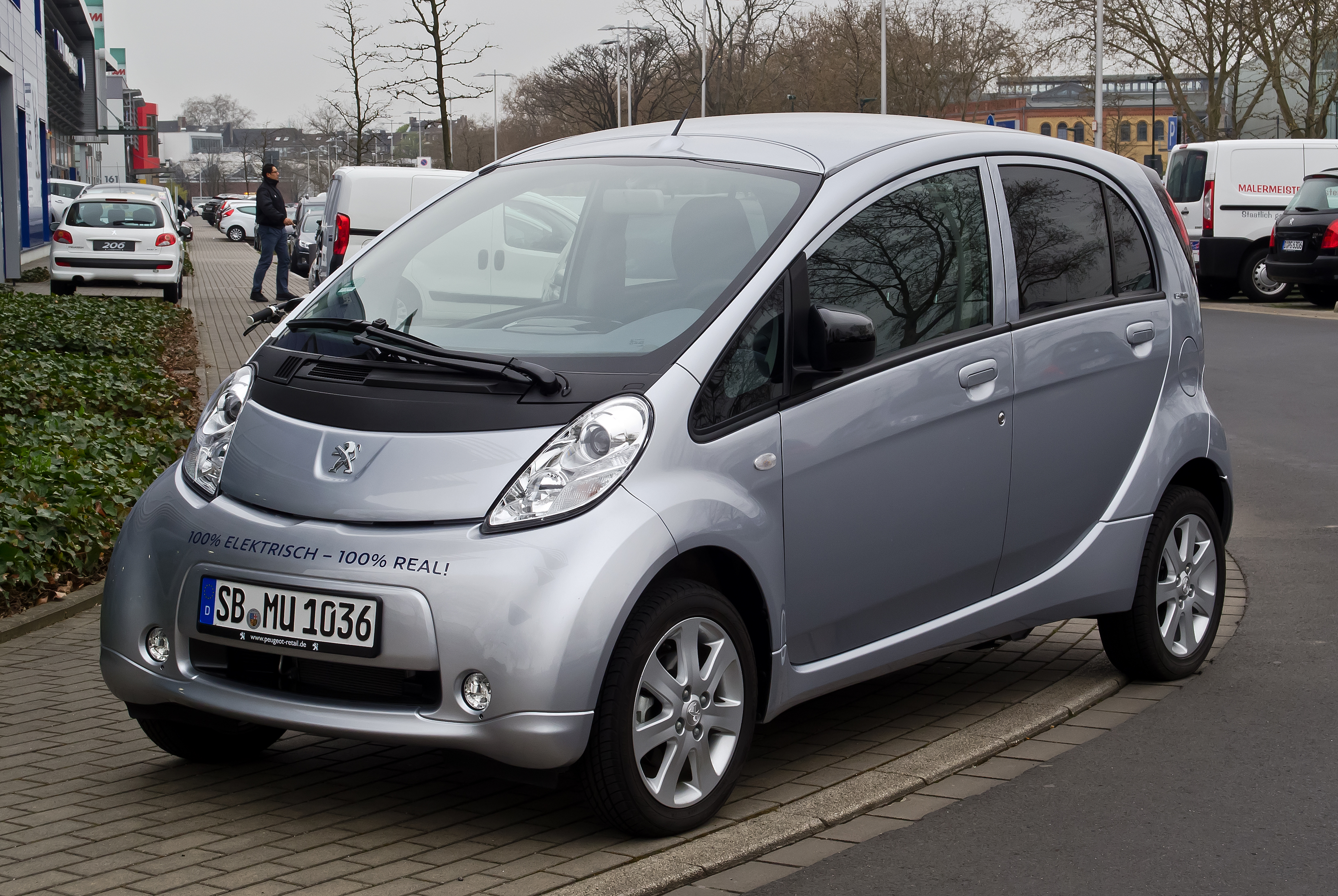
Peugeot iOn

De Peugeot iOn is een model van het Franse automerk Peugeot. De iOn is een kleine elektrische auto. De Citroën C-Zero en Mitsubishi iMiEV zijn op hetzelfde platform gebouwd en zien er ook bijna identiek uit. De Peugeot iOn is in 2011 in productie gegaan en in 2019 weer uit productie genomen.
In productie: 208 · e-208 · 301· 308 · 508 · 1007 · 2008 · 3008 · 5008 · Boxer · Expert · Partner

Niet meer geproduceerd: 104 · 106 · 107 · 108 · 
201 · 202 ·
203 · 204 ·
205 ·
206 · 206 CC ·
207 · 207 CC ·
301 · 302 ·
304 · 305 · 306 · 307 · 309 · 
401 · 402 · 
403 · 404 · 405 · 406 · 407 · 4007 ·
504 · 505 · 
604 · 605 · 607 · 
806 · 807 · iOn · 
J4 · J5 · J7 · J9 · Bipper ·
D3A · D4A · RCZ

Prototypes: 907 · 908 RC · 916 · Proxima · Oxia · EX1 · e-Legend

Historische modellen: Type 1 · Type 2 · Type 3 · Type 4 · Type 5